# Bruno Barreto
Bruno Barreto, all'anagrafe Bruno Villela Barreto Borges (Rio de Janeiro, 16 marzo 1955), è un regista, sceneggiatore e produttore cinematografico brasiliano.

## Biografia
Bruno e il fratello minore Fábio Barreto, pure lui regista, sono figli di due tra i più noti produttori brasiliani, Luiz Carlos Barreto e Lucy Barreto. 
Bambino prodigio, Bruno Barreto ha esordito alla regia a soli dodici anni con un cortometraggio, mentre il primo film vero e proprio l'ha girato quando ne aveva diciassette; è oggi uno dei registi cinematografici brasiliani più conosciuti, grazie soprattutto al grande successo internazionale dei film Donna Flor e i suoi due mariti (1976) e Gabriela (1983), entrambi tratti da romanzi di Jorge Amado e con Sônia Braga protagonista. Da Donna Flor e i suoi due mariti è stato ricavato un remake hollywoodiano, C'è... un fantasma tra noi due, la cui sceneggiatura si deve allo stesso Barreto.
Nel 1997 ha diretto 4 giorni a settembre, candidato all'Oscar quale miglior film straniero. Fra le altre sue pellicole, si ricordano Carried Away (1996), Bossa Nova (2000) e Una hostess tra le nuvole (2003),

## Vita privata
Dal 1996 al 2005 è stato sposato con l'attrice statunitense Amy Irving, che gli ha dato il figlio Gabriel. La coppia ha poi divorziato.

## Curiosità
- Nel 1961, a 6 anni, ha partecipato come attore a una serie della rubrica pubblicitaria televisiva Carosello dove insieme al gruppo I Brutos e a Tony Dallara pubblicizzava il Bitter Campari della Davide Campari-Milano.[1]

## Filmografia

### Regista
- Bahia, à Vista (1967, cortometraggio)
- Dr. Strangelove and Mr. Hyde (1968, cortometraggio)
- Divina Maravilhosa (1969, cortometraggio)
- Este Silêncio Pode Significar Muita Coisa (1970, cortometraggio)
- Emboscada (1971, cortometraggio)
- Tati (1973)
- A Estrela Sobe (1974)
- Donna Flor e i suoi due mariti (Dona Flor e Seus Dois Maridos) (1976)
- Amor Bandido (1978)
- O Beijo No Asfalto (1981)
- Gabriela (1983)
- Além da Paixão (1986)
- Storia di una cameriera (Romance da Empregada) (1987)
- Prova di forza (A Show of Force) (1990)
- The Heart of Justice (1992) film TV
- Carried Away (1996)
- 4 giorni a settembre (O Que É Isso, Companheiro?) (1997)
- Poliziotto speciale (One Tough Cop) (1998)
- Bossa Nova (2000)
- Una hostess tra le nuvole (View from the Top) (2003)
- Romeo e Giulietta finalmente sposi (2005)
- Caixa Dois (2007)
- Última Parada 174 (2008)
- Amor em 4 Atos (2011) miniserie TV
- Reaching for the Moon (Flores Raras) (2013)
- Crô: O Filme (2013)

### Sceneggiatore
- Emboscada, adattamento, cortometraggio, regia di Bruno Barreto (1971)
- Tati, sceneggiatura, regia di Bruno Barreto (1973)
- A Estrela Sobre, regia di Bruno Barreto (1974)
- Donna Flor e i suoi due mariti (Dona Flor e Seus Dois Maridos), regia di Bruno Barreto (1976)
- C'è un fantasma tra noi due (Kiss Me Goodbye), soggetto originale, regia di Robert Mulligan (1982)
- Menino do Rio, regia di Antônio Calmon (1982)
- Gabriela, sceneggiatura, regia di Bruno Barreto (1983)
- Além da Paixão, soggetto, regia di Bruno Barreto (1986)

### Produttore
- Bye Bye Brasil, produttore associato, regia di Carlos Diegues (1980)
- Menino do Rio, regia di Antônio Calmon (1982)
- Garota dourada, regia di Antônio Calmon (1984)
- Là dove il fiume è nero (Where the River Runs Black), line producer, regia di Christopher Cain (1986)
- Carried Away, produttore esecutivo, regia di Bruno Barreto (1996)
- Bossa Nova, produttore esecutivo, regia di Bruno Barreto (2000)
- O Caminho das Nuvens, regia di Vicente Amorim (2003)
- Caixa Dois, regia di Bruno Barreto (2007)
- Polaróides Urbanas, regia di Miguel Falabella (2008)
- Última Parada 174, regia di Bruno Barreto (2008)